# Cantata academica
Cantata academica is een compositie van Benjamin Britten. Het werk is geschreven in opdracht van en ter viering van het 500-jarig bestaan van de Universiteit van Basel. Het werk heeft een serieel tintje. De eerste twaalf deeltjes beginnen steeds met een andere noot/toon uit de toonladder. Paul Sacher leidde de eerste uitvoering met het Basels kamerkoor en kamerorkest; een van de solisten was Peter Pears (levensgezel van Britten).
Het werk is opgedragen door middel van de volgende spreuk: 'Composuit Universitati Basiliensi, sollemnia saecularia quinta celebranti, dedicavit Benjamin Britten MCMLX'

## Secties
De term academica slaat niet zozeer op het werk, als wel op de opleidingen die worden gegeven. Het werk valt in dertien secties uiteen, in twee delen:
1. Pars I
  1. Corale (solisten en koor)
  2. Alle rovescio (koor)
  3. Recitativo (tenor)
  4. Arioso (bariton)
  5. Duettino (sopraan en alt)
  6. Recitativo (tenor)
  7. Scherzo (solisten en koor
2. Pars II
  1. Tema seriale con fuga (koor)
  2. Soli e duetto (alt en bariton)
  3. Arioso con canto popolare (sopraan en mannenkoor)
  4. Recitativo (tenor)
  5. Canon ed ostinato (solisten en koor)
  6. Corale con canto (solsiten en koor)

De latijnse tekst is deels afkomstig uit het handvest van de universiteit. Richard Rodney Bennet, Nicholas Maw en Malcolm Williamson gebruikten het Tema seriale in hun eerbetoon uit 1963 aan Britten in hun gezamenlijke Reflections on a theme of Benjamin Britten.

## Orkestratie
- solisten: sopraan, contra-alt, tenor, bariton
- gemengd koor SATB
- 2 dwarsfluiten waarvan 1 ook piccolo, 2 hobo’s, 2 klarinetten, 2 fagotten
- 4 hoorns, 2 trompetten, 3 trombones, 1 tuba
- pauken, 4 man/vrouw percussie (triangel, militaire trom, tamboerijn, bekken, templeblocks, tamtam, xylofoon, glockenspiel, buisklokken, 2 harpen (1 ad lib), 1 piano/celesta (ad lib)
- violen, altviolen, celli, contrabassen

## Discografie
- Uitgave Decca Records: Britten dirigeert het orkest en koor van London Symphony Orchestra, met Jennifer Vyvyan, Helen Watts, Peter Pears en Owen Brannigan, een opname uit 1960/1961
- Uitgave Heritage ; Britten dirigeert English Opera Group Orchestra (eveneens een oude opnamen)